# NN-105
La carretera NN‑105 es una vía colectora secundaria en el municipio de Camoapa, en el departamento de Boaco. Se utiliza principalmente para el transporte agrícola y conecta la comunidad de El Tampico con la vía principal que da acceso a la cabecera municipal.

## Trazado y cruces
| km   | Localidad / Punto    | Departamento | Conexión / Ruta |
| ---- | -------------------- | ------------ | --------------- |
| 0,0  | El Tampico           | Boaco        | Camino rural    |
| 6,5  | Comunidad La Montaña | Boaco        |                 |
| 13,0 | Camoapa              | Boaco        | NIC 17 , NN 104 |

## Coordenadas
Uno de los tramos de la NN‑105 puede ser encontrado en las coordenadas: 12°22′16″N 85°29′54″O / 12.3712, -85.4984